# Virtuosos de Fontainebleau
Virtuosos de Fontainebleau es un montaje del grupo teatral Els Joglars, estrenado en el Aula de Cultura de Alicante el 28 de octubre de 1985. 
Albert Boadella definió la obra como una Contra carmen a partir de una visión tópica sobre los franceses.
En marzo de 1986 fue estrenada en Madrid.

## Argumento
Se trata de la historia en tres actos de un concierto de hermanamiento europeo entre Francia y España después de la entrada de esta última en la Comunidad Económica Europea. 
Una orquesta y su público protagonizan un peculiar concierto por una serie de malentendidos que gracias a dos personajes bienintencionados pero desafortunados como son un delegado de la Generalidad de Cataluña y un tramoyista andaluz, acaban por estropear la gala y abren un conflicto entre la orquesta y el público en el que pretende ser una sátira sobre la Europa de las Comunidades. 
Se considera una de las parodias más arriesgadas del grupo.
Una de sus escenas finales, en la que aparece el baile de una jota entre Jordi Pujol y la Virgen del Pilar provocó las críticas de un grupo ultraderechista y del arzobispo de Zaragoza cuando fue estrenada en Zaragoza el agosto de 1986.

## Reparto
- Jesús Agelet - Alain Busnel (flauta)
- Pep Armengon - Lucien Bleziot (Contrabajo)
- Gilbert Bosch - Marcel Kleber (violín)
- Jaume Collell - Gaston Lefebre (clavicémbalo)
- Ramon Fontserè - Michel de Valmenier (fagot)
- Santi Ibáñez - Antonio Rosales
- Maribel Rocatti - Monique Colins (viola)
- Clara del Ruste - Margon Reverdin (violonchelo)
- Xevi Vilà _ Salvador Montanyà